# سندی لول (ویرجینیا)
سندی لول (به انگلیسی: Sandy Level) یک منطقهٔ مسکونی در ایالات متحده آمریکا است که در شهرستان هنری، ویرجینیا واقع شده‌است. سندی لول ۱۷٫۶ کیلومتر مربع مساحت و ۴۸۴ نفر جمعیت دارد و ۲۴۲ متر بالاتر از سطح دریا واقع شده‌است.